# Marc Forster
Marc Forster (Illertissen, Baviera; 30 de noviembre de 1969) es un director de cine y guionista suizo-alemán.

## Biografía

### Primeros años
Aunque nació en Alemania se considera a sí mismo suizo, pues se crio en Davos, localidad ubicada al este de Suiza. 
En 1990 se mudó a Nueva York. Durante los siguientes tres años, estudió en la Universidad de Nueva York e hizo varios documentales. En 1995, se mudó a Hollywood y rodó una película de bajo presupuesto titulada Loungers, la cual ganó el Slamdance Audience Award. Su primera película profesional fue el drama Everything Put Together, nominada al Grand Jury Prize del Festival de Cine de Sundance.

### Carrera
Su película Monster's Ball (2001) lo hizo conocido como director. Halle Berry ganó el premio Óscar a la mejor actriz por su papel en esta película. Su siguiente trabajo, Finding Neverland (2004), fue nominada a cinco Premios Globo de Oro y siete premios Óscar, incluyendo mejor película y mejor actor (Johnny Depp).
Su siguiente película, un thriller titulado Stay, fue estrenada en octubre de 2005. Esta cinta no fue bien recibida por los críticos.
En 2006 dirigió Stranger than Fiction, una comedia surrelista protagonizada por Will Ferrell.
Marc Forster, junto a Renée Zellweger, formaron parte de la campaña de prevención del sida creada por el departamento de salud de Suiza en 2005.
En junio de 2007 fue anunciado como el director de la nueva película de James Bond, Quantum of Solace, la cual se estrenó el año siguiente.

## Filmografía

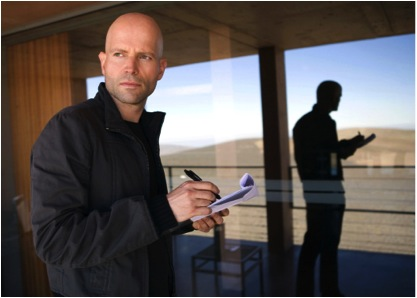
Forster durante el rodaje de Quantum of Solace.

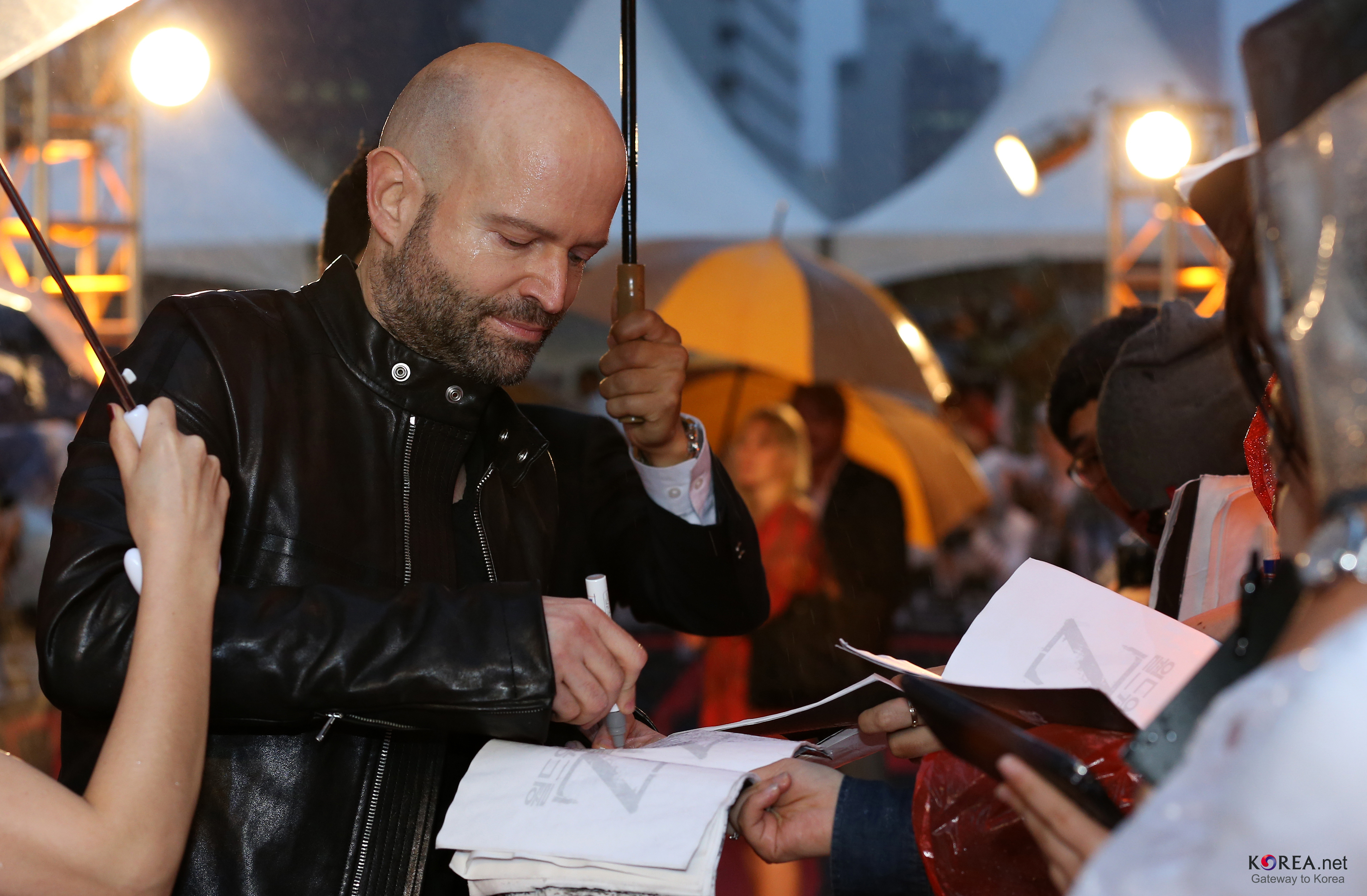
Forster en la premier de Guerra Mundial Z.

### Cine
| Año  | Título                     | Notas |
| ---- | -------------------------- | ----- |
| 1995 | Loungers                   |       |
| 2000 | Everything Put Together    |       |
| 2001 | Monster's Ball             |       |
| 2004 | Finding Neverland          |       |
| 2005 | Stay                       |       |
| 2006 | Más extraño que la ficción |       |
| 2007 | Cometas en el cielo        |       |
| 2008 | Quantum of Solace          |       |
| 2011 | Machine Gun Preacher       |       |
| 2013 | Guerra mundial Z           |       |
| 2016 | All I See Is You           |       |
| 2018 | Christopher Robin          |       |
| 2022 | A Man Called Otto          |       |
| 2024 | White Bird                 |       |

## Premios y distinciones
Festival Internacional de Cine de Venecia
| Año  | Categoría             | Trabajo nominado  | Resultado |
| ---- | --------------------- | ----------------- | --------- |
| 2004 | Premio Laterna Mágica | Finding Neverland | Ganador   |